# Brian Gay
Brian Gay (14 december 1971) is een professioneel golfer uit de Verenigde Staten. Hij speelt op de Amerikaanse PGA Tour.
Brians vader was onderofficier in het Amerikaanse leger. Daarom werd Brian geboren op Fort Worth in Texas en woonde hij tijdens zijn jeugd op Fort Tucker, waar hij golf leerde spelen.
Hij kreeg een studiebeurs voor de Universiteit van Florida waar hij met het universiteitsteam in 1993 nationaal kampioen werd.

## Professional
Gay werd in 1999 professional. Hij behaalde negen overwinningen op de mini-tours in de Verenigde Staten, maar viel niet met grote successen totdat hij in 2008 de Veritage Heritage won met tien slagen voorsprong op nummer 2. 
In 2009 won Gay de St Jude Classic, waardoor hij dat seizoen twee overwinningen behaalde, hetgeen hem kwalificeerde om in het US Open mee te doen. Hij miste de cut. Eind 2009 stond hij op de 13de plaats op de Amerikaanse Order of Merit en in de top 50 van de wereldranglijst.

### Gewonnen

#### Mini-tours
- 9 overwinningen

#### PGA Tour
- 2008: Mayakoba Golf Classic at Riviera Maya-Cancun -16 (66-67-62-69=264)
- 2009: Verizon Heritage (-20), St. Jude Classic (-18)